# Lago Rotoehu
Il lago Rotoehu è un lago dell'Isola del Nord della Nuova Zelanda. È il più piccolo di una catena di tre laghi a nord-est del lago Rotorua, nella zona vulcanica di Taupo. 
Si trova tra la città di Rotorua e la città di Whakatane. L'estremità meridionale del lago occupa parte della caldera di Okataina. Viene alimentato per infiltrazione sotterranea dal lago Rotoma ad est e scorre verso ovest raggiungendo il lago Rotoiti. 
Il lago ha due punti di accesso, la baia di Otautu e la baia di Kennedy.
Il lago è meta di sportivi che praticano il kayak e la pesca della trota iridea. 
È circondato da una ricca fauna ed è un luogo per la pratica del birdwatching. In particolare, il Kokako, una specie di uccello in via di estinzione, si trova nelle vicinanze.